# Christelijke Volkspartij (Nederland)
De Christelijke Volkspartij was een Nederlandse christelijk-sociale partij, ontstaan in 1920 uit een scheuring in de Bond van Christen-Socialisten. In 1926 ging de partij op in de CDU.
De partij kreeg 1556 stemmen tijdens de Tweede Kamerverkiezingen van 1922 en 450 stemmen tijdens de Provinciale Statenverkiezingen van 1923.
De partij, die fel antikapitalistisch was, streefde onder meer de socialisering van de productiemiddelen en grond na. De schrijfster Anke van der Vlies (pseudoniem: "Enka") gold als de ideoloog van de partij. Zij was voorheen actief binnen de SDAP en de Bond van Christen-Socialisten. Als orthodox-protestant verliet ze de laatste partij omdat deze zich steeds meer in vrijzinnig-protestantse richting ontwikkelde. Van der Vlies was een overtuigd socialist, maar als rechtgeaarde calvinist beschouwde zij ook de socialistische heilstaat als een door zondige mensen gecreëerde samenleving die absoluut niet mocht worden verward met het Koninkrijk van God. In 1922 werd zij om haar radicale ideeën echter door de partijleiding van de CVP als partijlid geschorst. 